# Gynaecotyla sippiwissettensis
Gynaecotyla sippiwissettensis är en plattmaskart. Gynaecotyla sippiwissettensis ingår i släktet Gynaecotyla och familjen Microphallidae. Inga underarter finns listade i Catalogue of Life.